# Associazione Fascista Calcio Vicenza 1938-1939
Questa voce raccoglie le informazioni riguardanti l'Associazione Fascista Calcio Vicenza nelle competizioni ufficiali della stagione 1938-1939.

## Rosa
| N. |                   | Ruolo | Calciatore          |
| -- | ----------------- | ----- | ------------------- |
|    | Italia (bandiera) | C     | Eraldo Bedendo      |
|    | Italia (bandiera) | C     | Edmondo Bonansea    |
|    | Italia (bandiera) | C     | Luigi Chiodi        |
|    | Italia (bandiera) | P     | Angelo Comar        |
|    | Italia (bandiera) | D     | Livio De Boni       |
|    | Italia (bandiera) | D     | Walter De Boni      |
|    | Italia (bandiera) | C     | Lionello Filippi    |
|    | Italia (bandiera) | D     | Valentino Foscarini |
|    | Italia (bandiera) | C     | Armando Frigo       |

| N. |                   | Ruolo | Calciatore          |
| -- | ----------------- | ----- | ------------------- |
|    | Italia (bandiera) |       | Alfredo Gianesello  |
|    | Italia (bandiera) | A     | Alberto Marchetti   |
|    | Italia (bandiera) | P     | Bruno Monti         |
|    | Italia (bandiera) | C     | Gino Pasin          |
|    | Italia (bandiera) | A     | Domenico Piovesan   |
|    | Italia (bandiera) | C     | Mariano Rossi       |
|    | Italia (bandiera) | A     | Piero Suppi         |
|    | Italia (bandiera) | C     | Leonardo Zecchinati |